# Зимова Універсіада 1964
Зимова Універсіада 1964 — III зимова Універсіада, пройшла на зимовому курорті Шпіндлерув-Млин у окрузі Трутнов, що знаходяться в гірському масиві Крконоші на території сучасної Чехії, з 11 по 17 лютого 1964 року.

## Медальний залік
| Місце  | Країна         | Золото | Срібло | Бронза | Загалом |
| ------ | -------------- | ------ | ------ | ------ | ------- |
| 1      | ФРН            | 3      | 3      | 1      | 7       |
| 2      | СРСР           | 3      | 2      | 3      | 8       |
| 3      | Австрія        | 2      | 2      | 2      | 6       |
| 4      | Франція        | 2      | 1      | 2      | 5       |
| 5      | Японія         | 1      | 4      | 1      | 6       |
| 6      | Швейцарія      | 1      | 1      | 1      | 3       |
| 7      | Чехословаччина | 1      | 1      | 1      | 3       |
| 8      | Польща         | 1      | 0      | 3      | 4       |
| 9      | Угорщина       | 1      | 0      | 0      | 1       |
| 10     | Болгарія       | 0      | 1      | 0      | 1       |
| 11     | Румунія        | 0      | 0      | 1      | 1       |
| Всього | Всього         | 15     | 15     | 15     | 45      |